# Kommunistische Partei Birmas
Die Kommunistische Partei Birmas (Kürzel KPB, birmanisch ဗမာပြည် ကွန်မြူနစ်ပါတီ) ist eine illegale kommunistische Partei im heutigen Myanmar, dem ehemaligen Birma. Ihre Geschichte ist durch einen langwierigen bewaffneten Kampf, oft in einer Allianz mit verschiedenen ethnischen Rebellenarmeen, gegen die Regierungen Myanmars geprägt. Nach einer längeren Zeit, in der die KPB unbewaffnet war, nahm sie ihren Kampf im Jahre 2021 wieder auf.

## Unabhängigkeitskampf
Die KPB wurde am 15. August 1939 aus einem Zusammenschluss verschiedener marxistischer Gruppen gegründet. Bis 1941 führte sie einen bewaffneten Kampf gegen die britische Kolonialregierung. Von 1942 bis 1945 kämpfte die KPB gegen die japanischen Besatzer in Birma. Gleichzeitig kämpften Angehörige der KPB gegen die britische Kolonialmacht für die Unabhängigkeit Birmas. Im Jahre 1944 gründeten Mitglieder der KPB zusammen mit Anhängern der Burma Independence Army unter General Aung San die Anti-Fascist People’s Freedom League (AFPFL). Nach der Rückeroberung großer Teile Birmas wurde im Mai 1945 die KPB von der britischen Kolonialregierung als Dank für ihren Kampf gegen die Japaner legalisiert.
Doch das politische Ziel der KPB war die Unabhängigkeit Birmas. 1945 übernahm Thakin Than Tun die Führung der kommunistischen Partei und im August 1946 organisierte die KPB einen Generalstreik, der die Kolonie lahmlegte. Daraufhin wurden die Kommunisten im Oktober aus der AFPFL ausgeschlossen. Die AFPFL unter Aung San unterzeichnete das Abkommen mit dem britischen Premierminister Clement Attlee, das die Unabhängigkeit Birmas von der britischen Kolonialmacht regelte.
Am 4. Januar 1948 wurde Birma in die Unabhängigkeit entlassen. Im gleichen Jahr wurde die Partei von der neuen Regierung der unabhängigen Union of Burma wiederum verboten. Daraufhin nahm die KPB ihren bewaffneten Kampf gegen die birmanische Regierung auf. In den folgenden Jahrzehnten befand sich Birma ständig in einem Zustand des Bürgerkriegs gegen die KPB und bewaffnete ethnische Minderheiten.

## Kampf gegen die Militärdiktatur

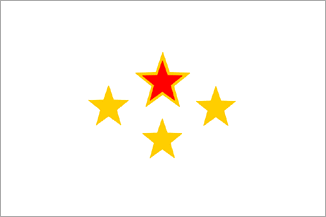
Flagge der KPB von 1946 bis 1969

Im Jahre 1962 wurde die demokratisch gewählte Regierung Birmas durch einen Militärcoup, angeführt vom Kommandeur der birmanischen Streitkräfte, General Ne Win, gestürzt. Von Juni bis November 1963 führte die Militärregierung erfolglose Friedensverhandlungen mit der KPB.
1967 führte Thakin Than Tun seine eigene Kulturrevolution in den Reihen der KPB durch. Dabei wurden viele Studenten, die vor Ne Wins Militärregime in die Dschungellager der KPB geflohen waren, getötet.
Am 24. September 1968 wurde Thakin Than Tun von einem Untergebenen auf der Flucht vor Regierungstruppen ermordet. Mit seinem Tod endete die Kulturrevolution in den Reihen der KPB.
In den Jahren 1980 und 1981 führte Ne Wins Regierung weitere erfolglose Friedensverhandlungen, um den anhaltenden Bürgerkrieg in Birma zu beenden. Bis Ende der 1980er-Jahre wurde die KPB von der Volksrepublik China mit Waffen und finanziell unterstützt. In diesen Jahren beherrschte die KPB mit chinesischer Hilfe weite Teile des Shan-Staats und des Kachin-Staats. Doch 1989 rebellierte ein Großteil der niederen Ränge gegen die Parteiführung. Die KPB zerfiel in mehrere ethnische Gruppierungen, die bald darauf ihren Kampf gegen die birmanische Regierung einstellten.
Die bekanntesten Splittergruppen, die aus der Rebellion entstanden, sind die United Wa State Army, die National Democratic Alliance Army-Eastern Shan State, die Shan State Army-North und Myanmar Nationalities Democratic Alliance Army. Allen Gruppen wurde von der birmanischen Regierung Autonomie für ihre Gebiete zugesichert und sie durften ihre bewaffneten Einheiten behalten.
Im Zuge des Militärputsches im Jahre 2021 nahmen sie ihren bewaffneten Kampf gegen die Regierung wieder auf und reaktivierten die „People’s Liberation Army“ für den Volkskrieg.